# Arquidiocese de Juba
A Arquidiocese de Juba (Archidiœcesis Iubaensis) é uma circunscrição eclesiástica da Igreja Católica situada em Juba, Sudão do Sul. Seu atual arcebispo é Stephen Ameyu Martin Mulla. Sua Sé é a Catedral de Santa Teresa de Juba.
Possui 16 paróquias servidas por 75 padres, abrangendo uma população de 1 017 600 habitantes, com 77,1% da dessa população jurisdicionada batizada (784 980 católicos).

## História
A prefeitura apostólica de Bahr el-Gebel foi erigida em 14 de julho de 1927 com o breve Expedit ut do Papa Pio XI, recebendo o território da prefeitura apostólica do Nilo Equatorial (atual Arquidiocese de Gulu).
Em 3 de março de 1949 cedeu uma parte do seu território em vantagem da ereção da prefeitura apostólica de Mupoi (atual Diocese de Tombura-Yambio).
Em 12 de abril de 1951 a prefeitura apostólica foi elevada a vicariato apostólico com a bula Si uberes fructus do Papa Pio XII.
Cedeu outra parte do seu território em 3 de julho de 1955 para a ereção do vicariato apostólico de Rumbek (hoje uma diocese).
Em 26 de maio de 1961, por força do decreto De nominis mutatione da Propaganda Fide, alterou o nome para vicariato apostólico de Juba.
Em 12 de dezembro de 1974 o vicariato apostólico foi elevado à dignidade de arquidiocese metropolitana com a bula Cum in Sudania do Papa Paulo VI.
Em 2 de setembro de 1983, cedeu outra parte do território para a ereção da Diocese de Torit.

## Prelados
|                   | Nome                               | Período    | Notas                                      |
| Arcebispos        | Arcebispos                         | Arcebispos | Arcebispos                                 |
| ----------------- | ---------------------------------- | ---------- | ------------------------------------------ |
| 3º                | Stephen Ameyu Martin Cardeal Mulla | 2019-      | Atual                                      |
| 2º                | Paulino Lukudu Loro, M.C.C.I. †    | 1983-2019  |                                            |
| 1º                | Ireneus Wien Dud, M.C.C.I. †       | 1974-1982  |                                            |
| Bispos            |                                    |            |                                            |
| 3º                | Sisto Mazzoldi, M.C.C.I. †         | 1950-1965  | Nomeado Administrador apostólico de Moroto |
| 2º                | Stjepan Mlakić, M.C.C.I. †         | 1938-1950  |                                            |
| 1º                | Giuseppe Zambonardi, M.C.C.I. †    | 1928-1938  |                                            |
| Bispos Auxiliares |                                    |            |                                            |
|                   | Santo Loku Pio Doggale             | 2010-      | Atual                                      |
|                   | Paride Taban                       | 1980-1983  | Nomeado Bispo de Torit                     |